# Ledella pustulosa
Ledella pustulosa är en musselart som först beskrevs av John Gwyn Jeffreys 1876.  Ledella pustulosa ingår i släktet Ledella och familjen tandmusslor.

## Underarter
Arten delas in i följande underarter:
- L. p. pustulosa
- L. p. marshalli